# صفراويات
الصَّفراويَّات أو الفصيلة الصَّفراويَّة أو الأقطروسية هي فصيلةُ طيورٍ من رُتبة العُصفوريَّات أو الجواثم، من أقدار صغيرة إلى مُتوسطة، تقتصرُ في وجودها على العالم الجديد. مُعظمُ الأنواع سوداء اللون مع بَاحات من الأصفر أو البُرتقالي أو الأحمر؛ اللَّون البُنيّ شائع في الإناث وفي كلا الجنسين لكثيرٍ من الأنواع في الأراضي العشباء.
يختلفُ أعضاء الفصيلة اختلافًا كبيرًا من حيث الحجم والشكل الخارجي ومدى غزارة الألوان والسلوك. يُقصدُ باسمها العلميّ Icteridae «المًصابة باليرقان» (بسبب اللون الأصفر المُهيمن على ريش كثيرٍ من الأنواع)، وأصله إغريقي إكتريوس، ووصل العُلماء عبر اللاتينيَّة ictericus، ومنه اشتُق الاسم العربي. تضمُّ هذه المجموعة: شحارير العالم الجديد، وصُفاريَّات العالم الجديد، والبُوبُولِنك، وقبّرات المروج، والسَّواديَّات، والأوروپِندولات، والكاسيكات.
ترتبطُ المجموعتين الأولى والثانية بشُحرُور العالم القديم (من فصيلة السمَّان) وصفاريَّاته ارتباطًا غير وثيق، على الرُغم مما يوحي اسمها. تتفاوت بيوض الأنواع المُختلة تفاوتًا كبيرًا في اللون والعلامات، عَددها بين 4 و6 نمطيًّا في الأنواع قاطنة المناطق المُعتدلة، وبين 2 و3 بيضات في الأنواع قاطنة المناطق المداريَّة. تدومُ الحضانة بين 12 و15 يومًا، وأدوارُ الرعاية من نحو 10 أيام في أصغر الأنواع إلى نحو 10 أسابيع في أكبر الأنواع. يصلُ عدد الأنواع المُنتمية إلى هذه الفصيلة إلى 96 نوعًا.

## الخصائص والصفات

### الجمهرات
أغلب الصَّفراويَّات تقطن المناطق الاستوائيَّة، على أنَّه يوجد عددٌ من الأنواع قاطنة المناطق المعتدلة، وأبرزها الشحارير الأمريكيَّة وقبّرة المروج طويلة الذيل. أغزر الأنواغ والجمهرات المُفرخة عددًا هي تلك الموجودة في كولومبيا وجنوب المكسيك. تقطن هذه الطيور طائفةً واسعةً من الموائل الطبيعيَّة تشتمل على: أراضي الأشجار القمئيَّة، والمُستنقعات، والغابات، والسڤناء. الأنواعُ المُقيمة في المناطق المُعتدلة مُهاجرة، فكثيرٌ من تلك المُعششة في الولايات المتحدة وكندا تنتقلُ شتاءً إلى المكسيك وأمريكا الوسطى.

### الخصائص الجسديَّة
الأنواع مُختلفةٌ جدًا في الريش والقدّ، وأغلبها يُظهرُ مثنويَّةً شكليَّةً جنسيَّة واضحة، فعلى سبيل المِثال يفوق وزن ذكر السَّواديَّة كبيرة الذيل وزن الأنثى بحوالي 60%. أصغر الأنواع هي صفاريَّة البساتين، إذ يصل طول أنثاها إلى 15 سنتيمترًا (6 إنشات)، وزنتها إلى 18 غرامًا (0.6 أونصات)، أمَّا أكبرها فهو الأوروپِندول الأمازوني، الذي يصل طول الذكر منه إلى 52 سنتيمترًا (19 إنشًا)، وزنته إلى حوالي 550 غرام (1.2 رطل)، وبهذا فإنَّ هذه الفصيلة هي صاحبة الاختلافات الأعظم بين أفرادها، ولا يُنازعها في ذلك أي فصيلة أخرى من رُتبة العُصفوريَّات (إلاّ بحال اعتُبرت الكاليپتورا الصعويَّة من الفصيلة القطنجيَّة، فعندها تحوز هذه الفصيلة المركز الأوَّل من حيث أعظم الاختلافات بين أفرادها). يتشاركُ أفراد الفصيلة بخاصيَّة تشكليَّة غير مألوفة، فجمجمتها مُصممة على نحو يسمح لها بفتح منقارها بقوَّة بحيث تتمكن من توسيع الفجوات وإخراج الطعام المحشور داخلها، بدلاً من نقره أو التقاطه بلسانها.

### الغذاء والتفريخ

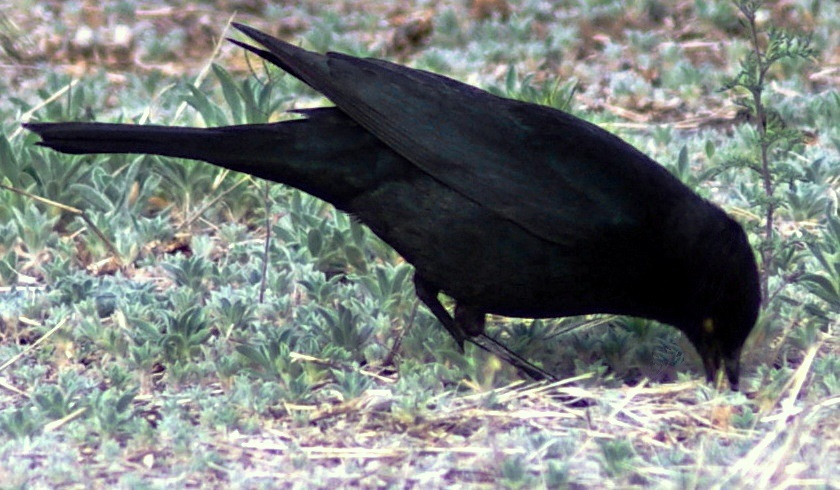
ذكر شُحرُور بريور يوسع فتحةً صغيرة في الأرض ليصل إلى الغذاء بداخلها حسب الظاهر.

تكيَّفت الصَّفراويَّات مع الاقتيات على طائفةٍ واسعة من المآكل، فالأوروپِندولات والكاسيكات تلجأ إلى تقشير الفاكهة سميكة القشور بمناقيرها حتى تصل لمُحتواها، لذا يُلاحظُ أنَّ مناقيرها طويلةٌ ومُتأقلمة مع هذه المُهمَّة، والصَّفاريَّات تمتص نسغ الأشجار. بعضُ الأنواع الأخرى مثل البُوبُولِنك وشحارير البقر يَمتلكُ مناقير قصيرة وثخينة مُلائمة لطحن البزور، ومن هذه الطيور أيضًا من يقتات على الحشرات مثل الشُحرُور الجامايكي، الذي يستخدمُ منقاره للاقتيات على اليرقات السمينة المُختبئة في لحاء الأشجار وداخل النباتات الهوائيَّة، وقد تكيَّف ليعيش نمط حياة نقَّارات الخشب في مواقع أخرى من الأقليم المداري الجديد.
تختلف عادات التعشيش عند هذه الطيور كما تختلف بقيَّة جوانب حياتها، فالأعشاش تتفاوت بين الكؤوس البسيطة أو القِباب على الأرض في الأنواع الأرضيَّة، والأعشاش الطويلة المنسوجة الشَّبيهة بالحقيبة، التي تدلّى من أغصان الأشجار. وبعضُ الأنواع يُعشش في مُستعمراتٍ ضخمة يصل تعداد أفرادها إلى 100,000، بينا يُعشش بعضها الآخر في أزواج، وبعضُ شحارير البقر لا يُعشش على الإطلاق، بل هو من مُتطفلات الأعشاش، أي تضعُ أنثاه بيضةً في حضنة طائرٍ آخر لتفقس ويُربيه الزوجان البديلان، كما يفعل العديد من طيور الوقواق.
استحالت بعضُ أنواع الصَّفراويَّات آفاتٍ زراعيَّة، فعلى سبيل المِثال، تُعتبرُ الشحارير حمراء الجناح أسوأ الآفات الفقاريَّة بالنسبة لبعض المحاصيل الزراعيَّة، مثل الأرز. بلغت كُلفة استئصال الشحارير من بعض الأراضي الزراعيَّة في كاليفورنيا سنة 1994، حوالي 30 دولار أمريكي للفدّان. بعضُ الأنواع لم ينجح في التأقلم مع التغييرات التي أحدثها البشر لموئله الطبيعي، فتراجعت أعداده حتى أصبح الانقراض يتهدده، ومن هذه الأنواع الشُحرُور الجامايكي وصُفاريَّة القديسة لوسيا، الذان يتهددهما تدمير الموائل.

## في الفلكلور
تُعرفُ الأوروپِندولات، والكاسيكات باسمٍ واحد هو پاوكار، وبأسماءٍ أخرى مُشابهة في الپيرو، حيثُ يعتبرها الأمريكيون الأصليَّون كائناتٍ فائقة الذكاء، فيُقدمون على إطعام أطفالهم دماغها حتى يجعلوهم سريعي التعلُّم. يُطلقُ على الرجل المُهمل لعائلته في تلك البلاد «پاوكار ذكر»، بما أنَّه يُعرف عن ذكور هذه الطيور عدم لعبها أي دور في تربية وإنشاء الفراخ.

## التصنيف العلمي
الفصيلة الصَّفراويَّة
- جنس الشحرور السربي
- جنس Dolichonyx – البُوبُولِنك

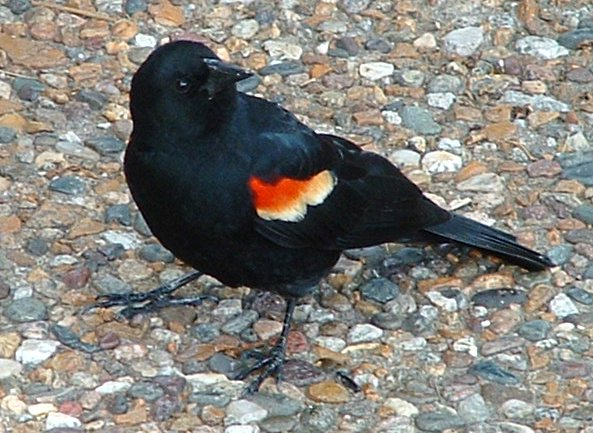
الشُحرُور أحمر الجناح.

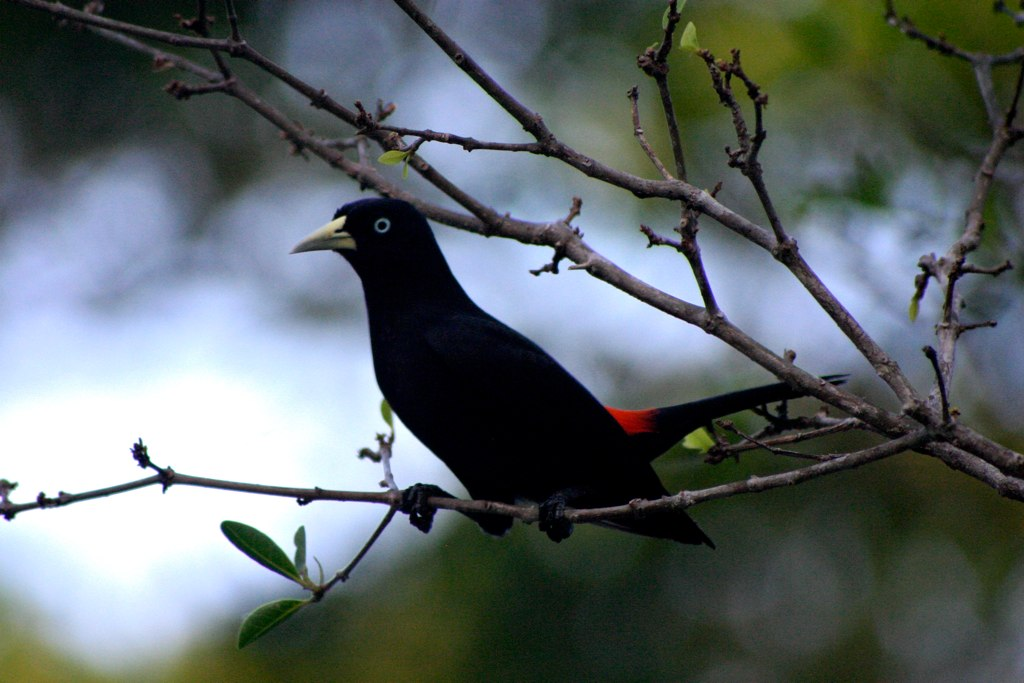
الكاسيك قُرمزي الكفل.

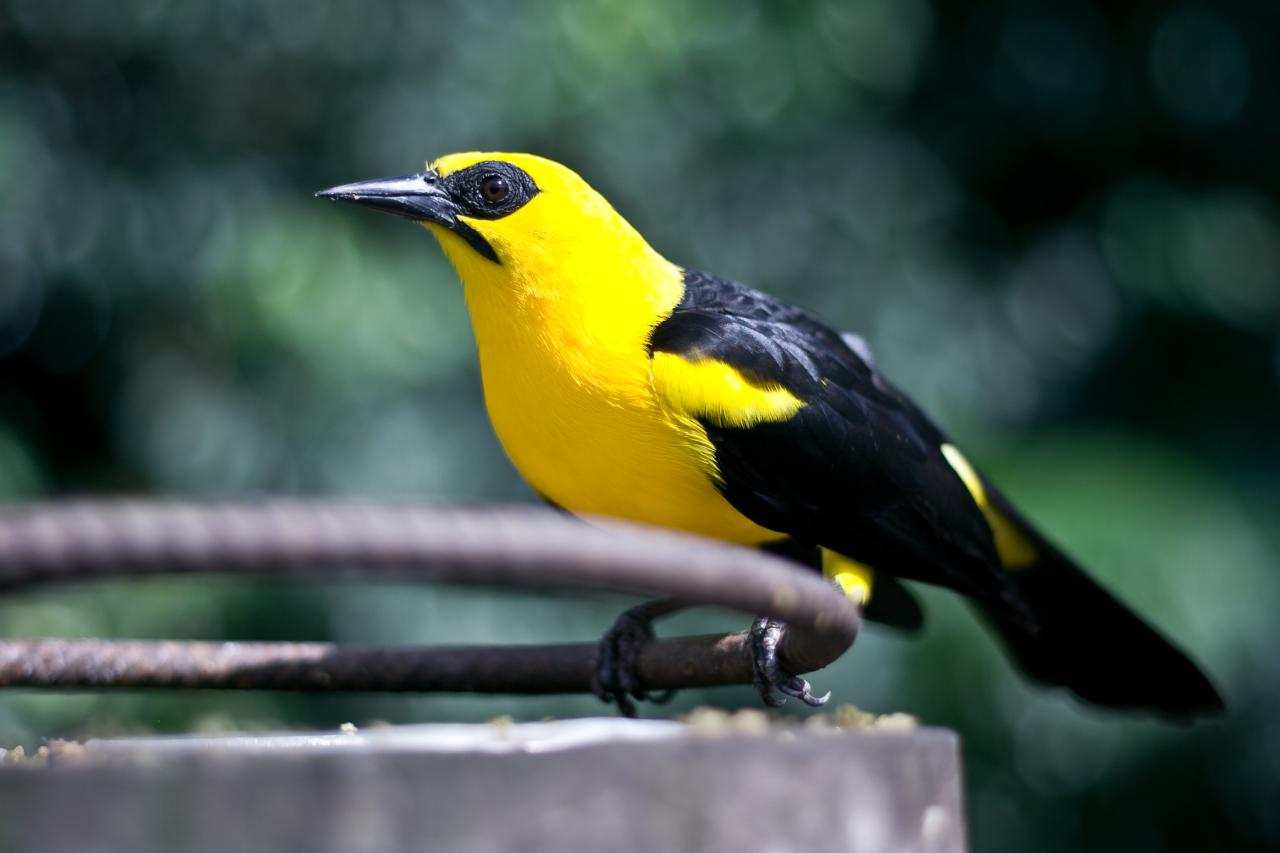
الشُحرُور الصفاري.

- جنس Nesopsar – الشُحرُور الجامايكي
- جنس Sturnell – قبّرات المروج (7 أنواع)
- جنس Xanthocephalus – الشُحرُور أصفر الرأس
- جنس Dives - (3 أنواع)
- جنس Euphagus (نوعان)
- جنسQuiscalus – السَّواديَّات الحقيقيَّة (5 أنواع باقية، نوع انقرض مؤخرًا)
- جنسAgelaioides – شُحرُور البقر كستنائي الجناح (كان يوضع سابقًا ضمن جنس Molothrus)
- جنس Molothrus – شحارير البقر الحقيقيَّة (5 أنواع، تضم جنس Scaphidura)
- جنس الأقْطَرُوْس أو الصفراوي أو صافر العالم الجديد (الاسم العلمي:Icterus) يضم من 25 إلى 30 نوعًا
- جنس Amblycercus – الكاسيك أصفر المنقار
- جنس Ocyalus – الأوروپِندول مُخطط الذيل (يُحتمل أن يضم جنس Clypicterus)
- جنس Clypicterus – الأوروپِندول الكاسيكي
- جنس الكاسيك – الكاسيك الحقيقيَّ (حوالي 10 أنواع)
- جنس Psarocolius – الأوروپِندولات الحقيقيَّة (حوالي 10 أنواع، تضم جنس Gymnostinops)
- جنس Gymnomystax – الشُحرُور الصفاري
- جنس Pseudoleistes – شحارير السبخات (نوعان)
- جنس Amblyramphus – الشُحرُور قرمزيّ الرأس
- جنس Hypopyrrhus – السَّواديَّة حمراء البطن
- جنس Curaeus (نوعان)
- جنس Gnorimopsar – شُحرُور التشوپي
- جنس Oreopsar – الشُحرُور البوليڤي
- جنس Lampropsar – السَّواديَّة مُخمليَّة الجبهة
- جنس Macroagelaius (نوعان)

عُثر على مُستحثات الصفراويَّات في ترسبات العصر الحديث الأقرب أو الپليستوسيني، ومن الأجناس المُنقرضة المُكتشفة جنس Pandanaris من موقع رانشو لا بريا في كاليفورنيا، وجنس Pyelorhamphus من كهف شلتر في مُقاطعة دونا أنا، بولاية نيومكسيكو.